# 板垣将兼
板垣 将兼（いたがき まさかね）は、戦国時代から安土桃山時代にかけての武将。津軽氏の家臣。

## 生涯
出自は諸説あり、甲斐武田氏一門衆の板垣氏一族と称し、将兼は武田氏滅亡の際に津軽へと落ち延び、後に津軽為信の家臣となったとする説や（ただし、後述の石川城襲撃の年数と矛盾するため、疑問視されている）、板垣兼信（板垣氏の祖）の末子の義之を祖とする奥州板垣氏の末裔とされ、元々は南部氏の家臣であり、杉館館主として330石（小杉村、松崎村、杉館村の三村で家数116軒）を領していたとする説などがある。出羽国の板垣兼富と同族とされる。
将兼は陸奥国の武将・津軽為信に仕えた。主君・為信からの信任は厚く、為信が石川城の石川高信を急襲した際は、150騎を率いて先鋒を務め、いちはやく功を上げた。結果、石川城は一夜にして落城し、入城の指揮も執った。その後も大光寺城攻略に従軍するなどして功を上げ、石川城の守将に任じられた。
ところが、慶長5年（1600年）の関ヶ原の戦いにおいて、主君・為信が徳川家康の東軍に味方して美濃大垣城攻めに参加した際、将兼は石田三成率いる西軍と手を結び、突如として津軽氏に対して反旗を翻した。為信の留守を突き、同志である尾崎喜蔵、多田玄蕃と共に500人の兵を率いて堀越城を武力占拠した。しかし、西軍の敗走を知ると将兼らは戦意を喪失し、為信の命を受けた金信則に総攻撃を仕掛けられ、喜蔵らと共に堀越城内で討ち死にした。玄蕃は居城である三ッ目内館にて爆死したという。